# Крейнер, Эдвард
Эдвард Крейнер (нем. Edward Kreiner; 1 мая 1890, Лемберг — 10 июля 1969, Норуолк, штат Коннектикут) — американский альтист.
Начал заниматься музыкой под руководством своего отца, врача и скрипача-любителя. Окончил Берлинскую высшую школу музыки по классу Анри Марто, затем работал в его классе ассистентом, одновременно играя на альте в струнном квартете под руководством своего учителя. Женившись на соученице-американке, в 1914 году переселился в США.
Играл в Нью-Йоркском симфоническом оркестре и в активном на рубеже 1910-20-х гг. струнном квартете Ганса Летца. В 1923 году первый альт Симфонического оркестра Цинциннати. В 1934—1938 гг. сам возглавлял (что для альтиста нетипично) струнный квартет Крейнера (интересно, что вторую скрипку в этом коллективе некоторое время играл Джозеф Гингольд); этот коллектив, в частности, осуществил первую запись Первого струнного квартета Джан Франческо Малипьеро (1937). Одновременно некоторое время играл в составе Симфонического оркестра NBC. В 1939—1940 гг. первый руководитель симфонического оркестра, созданного в Норуолке. Во второй половине 1940-х гг. первый альт Питсбургского симфонического оркестра.
В разные годы преподавал в Маннес-колледже и Принстонском университете.